# Código SIC
SIC son las siglas de Standard Industrial Classification. Este fue un sistema de clasificación de empresas según su actividad. Creado por el gobierno de Estados Unidos en los años 1930, fue reemplazado en 1997 por el Sistema de Clasificación de Industrial de América del Norte NAICS (North American Industry Classification System).
Fue desarrollado por los gobiernos de Los Estados Unidos, Canadá y México para proporcionar un esquema común de clasificación de empresas. Esta clasificación define las industrias de tecnología de la información en una categoría compuesta por cuatro subcategorías:
- Industrias de Hardware
- Industrias de Software/servicios
- Comunicaciones e industrias de equipo
- Industrias de servicios de comunicaciones